# Rudołowice
Rudołowice ist eine Ortschaft mit einem Schulzenamt der Gemeinde Roźwienica im Powiat Jarosławski der Woiwodschaft Karpatenvorland in Polen.

## Geschichte

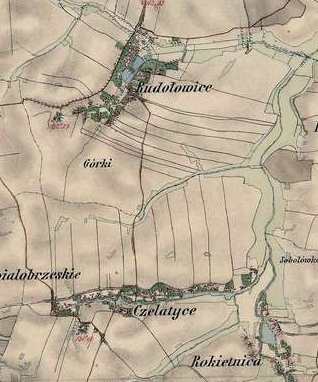
Rudołowice und Czelatyce auf der Franziszeischen Landesaufnahme um die Mitte des 19. Jahrhunderts

Das Dorf wurde wahrscheinlich in der Mitte des 14. Jahrhunderts, nach der Einnahme Rotrutheniens vom König Kasimir III. von Polen, nach polnischem Recht gegründet, aber wurde erst im Jahr 1393 als Rudolowycz erstmals urkundlich erwähnt, als die örtliche römisch-katholische Kirche von Nicolaus Msurowski gestiftet wurde. Der Ortsname hat einen typischen westslawischen und patronymischen Suffix -(ow)ice, aber örtlich wurde die Etymologie meistens als von [Eisen]Erz (polnisch ruda [żelaza]) abgeleitet. Kazimierz Rymut leitet den patronymischen Ortsnamen vom Personennamen *Rudoł (rudy: [fuchs]rot, rudzieć: rothaarig werden) ab. 1450 wurde das Dorf im Przemyśler Land der Woiwodschaft Ruthenien vom polnischen ins deutsche Recht übertragen. Um 1500 wurde die Umgebung einige Male von Türken und Verbündeten angegriffen. Ab 1515 wurden zwei Dörfer unterschieden. 1624 wurde die Kirche von Tataren zerstört.
Bei der Ersten Teilung Polens kam Rudołowice 1772 zum neuen Königreich Galizien und Lodomerien des habsburgischen Kaiserreichs (ab 1804). 1785 hatte das Dorf 452 Einwohner, davon waren 400 (88,5 %) Römisch-Katholiken, 42 (9,3 %) Griechisch-Katholiken, 10 (2,2 %) Juden. Nach der Aufhebung der Patrimonialherrschaften bildete es eine Gemeinde im Bezirk Jaroslau.
1918, nach dem Ende des Ersten Weltkriegs, dem Zusammenbruch der k.u.k. Monarchie und dem Ende des Polnisch-Ukrainischen Kriegs, kam der Ort zu Polen. Im Jahre 1921 hatte die Gemeinde 955 Einwohner, davon waren 897 Römisch-Katholiken, 23 Griechisch-Katholiken und 35 Israeliten.
Von 1975 bis 1998 gehörte Rudołowice zur Woiwodschaft Przemyśl.